# Ernest Panckoucke
Pour les articles homonymes, voir Panckoucke.
Ernest Panckoucke, né le 4 décembre 1808 à Paris et mort le 5 janvier 1886 à Onzain, est un imprimeur-libraire et éditeur français, fils de Charles-Louis-Fleury Panckoucke et d'Ernestine Panckoucke.

## Biographie
Breveté libraire en 1835, il collabore avec son père à la traduction de Tacite. Le 10 janvier 1845, il est breveté imprimeur en succession de sa tante, veuve d'Henri Agasse de Cresne. Napoléon III souhaitant voir se rapprocher les presses et les bureaux de Le Moniteur universel du Palais des Tuileries, il achète un immeuble sur le quai Voltaire qui verra ensuite le développement des affaires Dalloz. Il gère le groupe familial et entretient les propriétés familiales de la rue des Poitevins, du boulevard du Temple, de la rue Saint-Honoré et de la rue Amelot. Il fait également agrandir son château du Pavillon à Onzain.
Il associe aux affaires familiales ses neveux Dalloz, fils de Caroline Peyre née Panckoucke et il devient maire de Onzain de 1860 à 1865. Toutefois, sa prudence et son peu de goût du risque, même s'ils lui permirent de maintenir la notoriété des affaires familiales, conduisirent au remplacement des Panckoucke dans le ciel de la Librairie française par les Hachette, Calmann Lévy ou Larousse.
Décoré de la Légion d'honneur en mai 1844, il négocie avec la mairie de Meudon le don par son père de toutes ses collections en vue de la création d'un musée municipal. Il vend la propriété familiale de Meudon en 1861, après un procès retentissant avec la ville de Meudon.
Il meurt le 5 janvier 1886 en son château du Pavillon à Onzain.
Son buste fut taillé dans le marbre par Louis-Marie Guichard, et présenté lors de l'Exposition de 1830 au palais du Luxembourg. Il est conservé dans les collections du musée de l'Ermitage à St Pétersbourg (Russie).

## Famille
De son mariage avec Louise Adélaïde Viez-Lefèvre-Gineau, fille du baron Louis Hercule Viez-Lefèvre-Gineau (1780-1829) et petite-fille du baron Louis Lefèvre-Gineau, il a 2 enfants Louis Fleury Arthur qui reprendra les affaires familiales aux côtés de ses cousins Dalloz et Mame, et Louise Sara qui épouse Oscar de Vallée et qui reprendra le château du Pavillon à Onzain.
En août 1848, le Tribunal de la Seine prononce une séparation de corps et de biens d'avec son épouse.
Les liens familiaux du clan Panckoucke perdureront entre Oscar de Vallée dans le Loir-et-Cher, Paul Mame (fils de Alfred Mame) basé à Tours, Cécile Marie Panckoucke (épouse de Jacques-Raoul Tournouër) reçue chez son gendre Maurice Bastide du Lude dans sa demeure de Sologne, et Albert Ramel (frère et légataire universel de Delphine Ramel épouse Ingres), agent de change et époux de Elisabeth Dalloz dans la résidence Ramel-Guille de Meung-sur-Loire.